# جلال‌آباد ۱
جلال‌آباد یک یک روستا در ایران است که در شهرستان بردسیر واقع شده‌است.